# Dilophochila
Dilophochila (лат.) — род жуков трибы Anomalini семейства пластинчатоусые (Scarabaeidae). 6 видов. Центральная Америка: южная Мексика, Гватемала, Гондурас. Встречаются в высокогорных влажных тропических лесах на высотах от 1800 до 2600 м. Длина от 8 до 12 мм. Отличаются двулопастной вершиной клипеуса.
- Dilophochila bolacoides Bates, 1888
- Dilophochila brevisetosa Moron & Howden, 2001[3]
- Dilophochila gilli Moron & Howden, 2001
- Dilophochila howdenorum Moron & Nogueira, 1999
- Dilophochila miahuatleca Moron & Howden, 2001
- Dilophochila zacapana Moron & Howden, 2001[3]